# Žitkovčica
Žitkovčica – wieś w Chorwacji, w żupanii zagrzebskiej, w gminie Kravarsko. W 2011 roku liczyła 39 mieszkańców.